# Puyo Pop
Puyo Pop или Minna de Puyo Puyo (яп. みんなでぷよぷよ миннадэпуёпуё) — игра в жанре головоломки, разработанная для платформы Game Boy Advance. Это первая игра серии Puyo Puyo, созданная студией Sonic Team, и последняя, в которой использовались исключительно персонажи из оригинальной серии Madō Monogatari. В последующих играх серии появились новые персонажи, дополнившие изначальный состав.
Японское название игры указывает на наличие режима для четырёх игроков, что впоследствии стало характерной особенностью серии. Западное название Puyo Pop ранее использовалось для версии Puyo Puyo 2, вышедшей на игровой системе Neo-Geo Pocket.

## Сюжет
Сюжет игры строится вокруг Тёмного Принца, главного антагониста предыдущих частей серии, который вновь реализует свой коварный план. Он разделяет пять золотых рун между разными персонажами по всему миру и организует соревнование по Puyo Puyo. Карбункул убегает для участия в состязании, а Арле отправляется на его поиски, попутно собирая таинственные руны. В заключении игры раскрывается, что руны в действительности являются приглашением для Арле и самого Принца посетить горячие источники, созданные из высококачественного порошка карри со слабым ароматом, предназначенным для привлечения Карбункула. Арле нарушает планы Тёмного Принца, разрушая блоки карри, что приводит последнего в состояние истерических рыданий. Сама же Арле использует эти блоки для приготовления карри.

## Игровой процесс
Игра разделена на несколько режимов. Режим Single Puyo Puyo представляет собой сюжетную кампанию. Каждый уровень разблокируется по мере продвижения Арле Нади по сюжету. Отличительной особенностью этого режима выступает система получения и доставки различных предметов на уровнях. Доступ к побочным заданиям с предметами открывается после завершения основной сюжетной линии. Предметы выдаются при повторном прохождении соответствующих уровней. Игровой мир состоит из шести локаций: Лес Хамадзи, Золотой Город, Подземелье Гатинко, Магическая Башня, Замок Тёмного Принца и Лабиринт Испытаний. Каждая локация характеризуется уникальным Особым Правилом. Первые пять локаций открываются последовательно, тогда как Лабиринт Испытаний становится доступен только после выполнения задания по доставке предмета, которое появляется при повторном прохождении первых пяти локаций.
Double Puyo Puyo и Everybody Puyo Puyo — многопользовательские режимы для двух и четырёх игроков соответственно. Они поддерживают как игру с одним, так и с несколькими картриджами. После разблокировки в этих режимах становятся доступными правила Point и Hard Puyo. Карбункул и Тёмный Принц также становятся играбельными персонажами после их разблокировки.
Уникальной особенностью Puyo Pop является система Card Collection — набор заданий по доставке предметов, позволяющий собирать карточки с персонажами игры. Эти задания активируются только после завершения основного сюжетного режима. Собранные карты образуют галерею, характерную для игр подобного жанра, где представлены иллюстрации персонажей, а также имеется возможность прослушать их голоса при нажатии кнопки A. Всего в игре насчитывается 20 карт, причём карты 19 и 20 сопровождаются музыкальными композициями, не встречающимися в других частях игры.

## Критика
| Сводный рейтинг    | Сводный рейтинг |
| Агрегатор          | Оценка          |
| ------------------ | --------------- |
| GameRankings       | 82,33 %         |
| Иноязычные издания |                 |
| Издание            | Оценка          |
| GameSpy            | 89%             |
| IGN                | 9 из 10         |

Игра Puyo Pop была в основном положительно воспринята критиками. На сайте Metacritic она получила оценку 84/100 на основании 14 рецензий.
По мнению IGN, это «фантастическая головоломка, достоинства которой усиливаются благодаря использованию разработчиками всех возможностей соединения Game Boy Advance. Режим для четырёх игроков в Puyo Pop крайне увлекателен и настоятельно рекомендуется». GameSpy положительно оценивает Puyo Pop, отмечая, что несмотря на довольно тёмный угольно-серый фон, игра хорошо смотрится на GBA, обладает «крайне затягивающим стилем геймплея» и является «сильным проектом для системы GBA».